# Jacek Szwemin

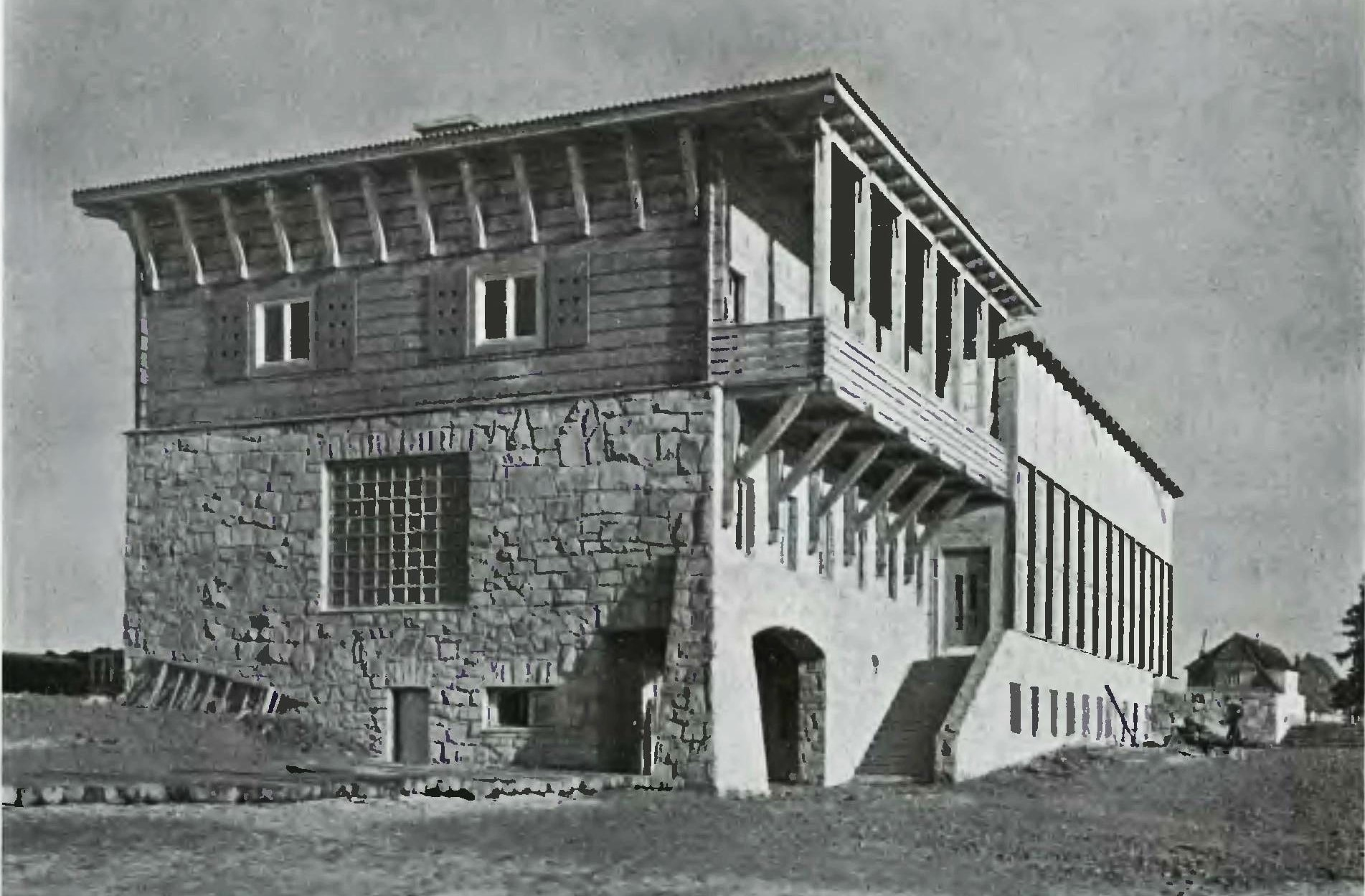
Restauracja na Gubałówce, 1939

Jacek Tadeusz Szwemin (ur. 18 września 1912 w Warszawie, zm. 2 kwietnia 1940 w Palmirach) – polski inżynier architekt, ofiara niemieckiej zbrodni w Palmirach.

## Życiorys
Był synem Jana (1881–1952) – pedagoga, działacza narodowego i społecznego, oraz Jadwigi z d. Gosienieckiej. Miał brata Jerzego – naukowca zootechnika i dwie siostry: Janinę – polonistkę oraz Krystynę – siostrę zakonną posługującą w Argentynie.
Studiował na Wydziale Architektury Politechniki Warszawskiej. W 1936 otrzymał dyplom inżyniera architekta. Następnie podjął pracę w wyuczonym zawodzie. Przystąpił też do Stowarzyszenia Architektów Rzeczypospolitej Polskiej (SARP). Był członkiem Oddziału Warszawskiego.
W jego krótkim życiu najbardziej znanym osiągnięciem był kompleksowy projekt i budowa restauracji na Gubałówce w Zakopanem, otwartej w 1939. Był współautorem tego przedsięwzięcia.
Podczas okupacji niemieckiej Polski został schwytany w łapance w kwietniu 1940. W drugim dniu tego miesiąca został rozstrzelany przez Niemców w masowej egzekucji w pobliżu wsi Palmiry na obrzeżach Puszczy Kampinoskiej.
Pochowano go na cmentarzu w Palmirach.

## Dokonania
- Budynek i wnętrze restauracji na Gubałówce w Zakopanem (1939) – współautorzy: Arseniusz Romanowicz, Piotr Szymaniak, Eugeniusz Szparkowski

### Konkursy
- Projekt restauracji na Gubałówce w Zakopanem (1938) – współautor: Arseniusz Romanowicz (I nagroda)
- Projekt szkicowy pawilonu polskiego na Wystawę Światową w Nowym Jorku w 1939 (1938) – współautorzy: Arseniusz Romanowicz i Piotr Szymaniak (zakupiony)